# Wohn- und Wirtschaftsgebäude Wehnsen 1
Das Wohn- und Wirtschaftsgebäude Wehnsen 1 in der niedersächsischen Stadt Visselhövede, Ortsteil Wehnsen, wurde zur Hälfte des 16. Jahrhunderts gebaut und in der Mitte des 18. Jahrhunderts erneuert. Aktuell (2025) wird es zum Wohnen genutzt.
Das Gebäude steht unter Denkmalschutz (siehe auch Liste der Baudenkmale in Visselhövede).

## Geschichte und Beschreibung
Visselhövede wurde 1258 erstmals erwähnt und Wehnsen um 1237 bis 1246. Beide Orte gehören zum heutigen Landkreis Rotenburg (Wümme). Wehnsen liegt 3 km südwestlich vom Kernort Visselhövede.
Das eingeschossige giebelständige weit zurückstehende Wohn- und Wirtschaftsgebäude als Zweiständer-Hallenhaus auf Sockel (verbohlt), in Fachwerk mit Steinausfachungen, ziegeldecktem Krüppelwalmdach, Niedersachsengiebel mit Uhlenloch, Pferdeköpfe und Grooter Door mit Korbbogen, wurde im Kern 1558 (dendrologische Untersuchungen) gebaut und 1752 für Johan Hinrich und Trin Margret Koster (Inschrift) umfassend erneuert. Das Fachwerk im Wirtschaftsgiebel wurde mit breiten markanten Kopfbändern konstruiert. Das Innengerüst blieb erhalten. Im Kern ist es eines der ältesten erhaltene Bauernhäuser des Landkreises und in Niedersachsen.
Das Landesdenkmalamt befand u. a.: „…  eine 1752 (i) noch einmal überformte Zweiständerkonstruktion ….“